# Eerste divisie 1983/84 (nacompetitie)/Wedstrijden
Het Nederlandse Eerste divisie voetbal uit het seizoen 1983/84 kende aan het einde van de reguliere competitie een nacompetitie. De vier periodekampioenen streden om promotie naar de Eredivisie.
Winnaar van deze twaalfde editie werd NAC.

## Speelronde 1
|                   |               |       |        |                                                                                           |
| 19 mei 1984 19:30 | De Graafschap | 0 – 0 | FC VVV | Stadion: De Vijverberg, Doetinchem Toeschouwers: 5.000 Scheidsrechter: Ignace van Swieten |
| 19 mei 1984 19:30 |               |       |        | Stadion: De Vijverberg, Doetinchem Toeschouwers: 5.000 Scheidsrechter: Ignace van Swieten |
| 19 mei 1984 19:30 |               |       |        | Stadion: De Vijverberg, Doetinchem Toeschouwers: 5.000 Scheidsrechter: Ignace van Swieten |
| 19 mei 1984 19:30 |               |       |        | Stadion: De Vijverberg, Doetinchem Toeschouwers: 5.000 Scheidsrechter: Ignace van Swieten |
|                   |               |       |        |                                                                                           |

|                   |                                          |       |                    |                                                                             |
| 19 mei 1984 19:30 | NAC                                      | 3 – 1 | NEC                | Stadion: NAC-stadion, Breda Toeschouwers: 10.200 Scheidsrechter: Jan Keizer |
| 19 mei 1984 19:30 | Geert Meijer 6' Ton Cornelissen 44', 67' |       | 84' Rob Hasselbach | Stadion: NAC-stadion, Breda Toeschouwers: 10.200 Scheidsrechter: Jan Keizer |
| 19 mei 1984 19:30 |                                          |       |                    | Stadion: NAC-stadion, Breda Toeschouwers: 10.200 Scheidsrechter: Jan Keizer |
| 19 mei 1984 19:30 |                                          |       |                    | Stadion: NAC-stadion, Breda Toeschouwers: 10.200 Scheidsrechter: Jan Keizer |
|                   |                                          |       |                    |                                                                             |

## Speelronde 2
|                   |                                     |       |               |                                                                              |
| 22 mei 1984 19:30 | NEC                                 | 2 – 0 | De Graafschap | Stadion: De Goffert, Nijmegen Toeschouwers: 5.500 Scheidsrechter: Bep Thomas |
| 22 mei 1984 19:30 | Ron de Groot 27' Rob Hasselbach 80' |       |               | Stadion: De Goffert, Nijmegen Toeschouwers: 5.500 Scheidsrechter: Bep Thomas |
| 22 mei 1984 19:30 |                                     |       |               | Stadion: De Goffert, Nijmegen Toeschouwers: 5.500 Scheidsrechter: Bep Thomas |
| 22 mei 1984 19:30 |                                     |       |               | Stadion: De Goffert, Nijmegen Toeschouwers: 5.500 Scheidsrechter: Bep Thomas |
|                   |                                     |       |               |                                                                              |

|                   |        |                     |     |                                                                           |
| 22 mei 1984 19:30 | FC VVV | 0 – 1               | NAC | Stadion: De Koel, Venlo Toeschouwers: 8.000 Scheidsrechter: Egbert Mulder |
| 22 mei 1984 19:30 |        | Ton Cornelissen 60' |     | Stadion: De Koel, Venlo Toeschouwers: 8.000 Scheidsrechter: Egbert Mulder |
| 22 mei 1984 19:30 |        |                     |     | Stadion: De Koel, Venlo Toeschouwers: 8.000 Scheidsrechter: Egbert Mulder |
| 22 mei 1984 19:30 |        |                     |     | Stadion: De Koel, Venlo Toeschouwers: 8.000 Scheidsrechter: Egbert Mulder |
|                   |        |                     |     |                                                                           |

## Speelronde 3
|                   |                   |       |                        |                                                                                           |
| 26 mei 1984 19:30 | De Graafschap     | 1 – 1 | NAC                    | Stadion: De Vijverberg, Doetinchem Toeschouwers: 7.500 Scheidsrechter: Henk van Ettekoven |
| 26 mei 1984 19:30 | Rob Kelderman 45' |       | 52' Guus van der Borgt | Stadion: De Vijverberg, Doetinchem Toeschouwers: 7.500 Scheidsrechter: Henk van Ettekoven |
| 26 mei 1984 19:30 |                   |       |                        | Stadion: De Vijverberg, Doetinchem Toeschouwers: 7.500 Scheidsrechter: Henk van Ettekoven |
| 26 mei 1984 19:30 |                   |       |                        | Stadion: De Vijverberg, Doetinchem Toeschouwers: 7.500 Scheidsrechter: Henk van Ettekoven |
|                   |                   |       |                        |                                                                                           |

|                   |                                                                                      |       |                    |                                                                         |
| 26 mei 1984 19:30 | FC VVV                                                                               | 4 – 1 | NEC                | Stadion: De Koel, Venlo Toeschouwers: 5.500 Scheidsrechter: Cees Bakker |
| 26 mei 1984 19:30 | John Taihuttu 5' Ger van Rosmalen 30' Andreas Brandts 56' Remy Reijnierse 69' (pen.) |       | 52' Rob Hasselbach | Stadion: De Koel, Venlo Toeschouwers: 5.500 Scheidsrechter: Cees Bakker |
| 26 mei 1984 19:30 |                                                                                      |       |                    | Stadion: De Koel, Venlo Toeschouwers: 5.500 Scheidsrechter: Cees Bakker |
| 26 mei 1984 19:30 |                                                                                      |       |                    | Stadion: De Koel, Venlo Toeschouwers: 5.500 Scheidsrechter: Cees Bakker |
|                   |                                                                                      |       |                    |                                                                         |

## Speelronde 4
|                   |                    |       |                   |                                                                             |
| 29 mei 1984 19:30 | NAC                | 1 – 1 | De Graafschap     | Stadion: NAC-stadion, Breda Toeschouwers: 12.000 Scheidsrechter: Bep Thomas |
| 29 mei 1984 19:30 | Johnny Dusbaba 86' |       | 7' Terry Hendriks | Stadion: NAC-stadion, Breda Toeschouwers: 12.000 Scheidsrechter: Bep Thomas |
| 29 mei 1984 19:30 |                    |       |                   | Stadion: NAC-stadion, Breda Toeschouwers: 12.000 Scheidsrechter: Bep Thomas |
| 29 mei 1984 19:30 |                    |       |                   | Stadion: NAC-stadion, Breda Toeschouwers: 12.000 Scheidsrechter: Bep Thomas |
|                   |                    |       |                   |                                                                             |

|                   |     |                                                                                |        |                                                                                 |
| 29 mei 1984 19:30 | NEC | 0 – 4                                                                          | FC VVV | Stadion: De Goffert, Nijmegen Toeschouwers: 4.000 Scheidsrechter: Gerard Geurds |
| 29 mei 1984 19:30 |     | 24' Remy Reijnierse 63' Andreas Brandts 67' Frans Nijssen 72' Ger van Rosmalen |        | Stadion: De Goffert, Nijmegen Toeschouwers: 4.000 Scheidsrechter: Gerard Geurds |
| 29 mei 1984 19:30 |     |                                                                                |        | Stadion: De Goffert, Nijmegen Toeschouwers: 4.000 Scheidsrechter: Gerard Geurds |
| 29 mei 1984 19:30 |     |                                                                                |        | Stadion: De Goffert, Nijmegen Toeschouwers: 4.000 Scheidsrechter: Gerard Geurds |
|                   |     |                                                                                |        |                                                                                 |

## Speelronde 5
|                   |                                                                                    |       |                                         |                                                                             |
| 2 juni 1984 19:30 | NAC                                                                                | 5 – 2 | FC VVV                                  | Stadion: NAC-stadion, Breda Toeschouwers: 16.611 Scheidsrechter: Jan Keizer |
| 2 juni 1984 19:30 | Guus van der Borgt 41', 84' Tom Smits 46' Hans van den Dungen 62' Geert Meijer 69' |       | 25' Mario Verlijsdonk 42' John Taihuttu | Stadion: NAC-stadion, Breda Toeschouwers: 16.611 Scheidsrechter: Jan Keizer |
| 2 juni 1984 19:30 |                                                                                    |       |                                         | Stadion: NAC-stadion, Breda Toeschouwers: 16.611 Scheidsrechter: Jan Keizer |
| 2 juni 1984 19:30 |                                                                                    |       |                                         | Stadion: NAC-stadion, Breda Toeschouwers: 16.611 Scheidsrechter: Jan Keizer |
|                   |                                                                                    |       |                                         |                                                                             |

|                   |                                                                   |       |                                                             |                                                                                     |
| 2 juni 1984 19:30 | De Graafschap                                                     | 4 – 4 | NEC                                                         | Stadion: De Vijverberg, Doetinchem Toeschouwers: 2.500 Scheidsrechter: Jan Severein |
| 2 juni 1984 19:30 | René Tol 4' Rob Kelderman 38' Terry Hendriks 42' John Willems 78' |       | 24' Frans Janssen 27' Carlos Aalbers 59', 82' Anton Janssen | Stadion: De Vijverberg, Doetinchem Toeschouwers: 2.500 Scheidsrechter: Jan Severein |
| 2 juni 1984 19:30 |                                                                   |       |                                                             | Stadion: De Vijverberg, Doetinchem Toeschouwers: 2.500 Scheidsrechter: Jan Severein |
| 2 juni 1984 19:30 |                                                                   |       |                                                             | Stadion: De Vijverberg, Doetinchem Toeschouwers: 2.500 Scheidsrechter: Jan Severein |
|                   |                                                                   |       |                                                             |                                                                                     |

## Speelronde 6
|                   |     |                 |     |                                                                                  |
| 5 juni 1984 19:30 | NEC | 0 – 1           | NAC | Stadion: De Goffert, Nijmegen Toeschouwers: 1.000 Scheidsrechter: Bouke Draaisma |
| 5 juni 1984 19:30 |     | 13' Anton Joore |     | Stadion: De Goffert, Nijmegen Toeschouwers: 1.000 Scheidsrechter: Bouke Draaisma |
| 5 juni 1984 19:30 |     |                 |     | Stadion: De Goffert, Nijmegen Toeschouwers: 1.000 Scheidsrechter: Bouke Draaisma |
| 5 juni 1984 19:30 |     |                 |     | Stadion: De Goffert, Nijmegen Toeschouwers: 1.000 Scheidsrechter: Bouke Draaisma |
|                   |     |                 |     |                                                                                  |

|                   |                                                                 |       |               |                                                                           |
| 5 juni 1984 19:30 | FC VVV                                                          | 4 – 0 | De Graafschap | Stadion: De Koel, Venlo Toeschouwers: 2.000 Scheidsrechter: Wil de Vrieze |
| 5 juni 1984 19:30 | Andreas Brandts 21' John Taihuttu 24' Ger van Rosmalen 57', 81' |       |               | Stadion: De Koel, Venlo Toeschouwers: 2.000 Scheidsrechter: Wil de Vrieze |
| 5 juni 1984 19:30 |                                                                 |       |               | Stadion: De Koel, Venlo Toeschouwers: 2.000 Scheidsrechter: Wil de Vrieze |
| 5 juni 1984 19:30 |                                                                 |       |               | Stadion: De Koel, Venlo Toeschouwers: 2.000 Scheidsrechter: Wil de Vrieze |
|                   |                                                                 |       |               |                                                                           |

## Voetnoten
SC Cambuur ·
Eindhoven ·
De Graafschap ·
FC Den Haag ·
sc Heerenveen ·
Heracles '74 ·
MVV ·
NAC ·
N.E.C. ·
RBC ·
SVV ·
Telstar ·
FC Twente ·
SC Veendam ·
Vitesse ·
FC VVV ·
FC Wageningen
Eredivisie

1960 · 1975 · 1987 · 1988
Eerste divisie

1973 · 1974 · 1975 · 1976 · 1977 · 1978 · 1979 · 1980 · 1981 · 1982 · 1983 · 1984 · 1985 · 1986 · 1987 · 1988 · 1989 · 1990 · 1991 · 1992 · 1993 · 1994 · 1995 · 1996 · 1997 · 1998 · 1999 · 2000 · 2001 · 2002 · 2003 · 2004 · 2005

Vanaf 2006 staan alle competities op 1 pagina.

2006 · 2007 · 2008 · 2009 · 2010 · 2011 · 2012 · 2013 · 2014 · 2015 · 2016 · 2017 · 2018 · 2019 · 2020 · 2021 · 2022 · 2023 · 2024